# Sonya Bach
Sonya Bach (* 1981) ist eine südkoreanische Pianistin klassischer Musik.

## Werdegang
Im Alter von drei Jahren begann Sonya Bach Klavier zu spielen, zwei Jahre später gab sie ihr erstes Konzert. 1990 spielte sie mit 9 Jahren erstmals mit einem Orchester, dem  Philharmonischen Orchester Seoul. Für die Juilliard School erhielt sie ein Stipendium, wo sie noch zu Beginn in der Alice Tully Hall (Lincoln Center) spielte; an der Akademie „Incontri col Maestro“ wurde sie als Lazar Bermans jüngste Schülerin aufgenommen. Außerdem absolvierte sie ihren Master in „Spanische Musik“ bei Alicia de Larrocha an der Academia Marshall (Barcelona). Musikalische Einflüsse erhielt sie auch von Cheng Zong Yin und Mordecai Shehori.
Sie gewann unter anderem bei der „Eugen d’Albert International Music Competition“ den 1. Platz und den Eugen d’Albert Interpretation Award, den Spezialpreis als jüngste Gewinnerin bei der „Gian Battista Viotti International Music Competition“ und beim „Gina Bachauer Memorial Award and the Special Prize“.
Ihr Schwerpunkt liegt im Barock und in der Romantik. Sie spielte auch CDs wie Sonya Bach plays JS Bach ein und nahm Sergei Wassiljewitsch Rachmaninow Klaviersonate Nr. 2 op. 36 und 27 Etüden Frédéric Chopin auf.